# Lysimachia cousiniana
Lysimachia cousiniana är en viveväxtart som beskrevs av Cosson. Lysimachia cousiniana ingår i släktet lysingar, och familjen viveväxter. Inga underarter finns listade i Catalogue of Life.